# Zlatí hoši (album)
Zlatí hoši je studiové album české rockové skupiny Tři sestry z roku 1996. V repertoáru skupiny dlouhodobě zůstaly skladby Lepší časy, Kelti a Angelo mutuje.

## Seznam skladeb
Hudbu a texty vytvořila sama skupina. Album má celkem 18 písní: Hudbu a texty vytvořily Tři sestry.
1. „Angelo mutuje“
2. „Malá domů“
3. „Lepší časy“
4. „Veselej R'n'R“
5. „Pačemu Garíla“
6. „Železňák“
7. „Tosca“
8. „Hanojská“
9. „Peklo a 1 den“
10. „Ovečka“
11. „Lež“
12. „Kelti“
13. „Divej bál“
14. „To“
15. „Vodník“
16. „Chodové“
17. „Slipy“
18. „Pulp Fiction“

## Obsazení
- Lou Fanánek Hagen – zpěv, perkuse
- Tomáš Doležal (Ing. Magor) – baskytara
- František Sahula – kytara
- Ronald Seitl – kytara
- Miloš Berka (Sup II., Myloš) – harmonika
- Petr Lukeš (Bubenec, Franta Vrána) – bicí